# Sosnowka (Kaliningrad, Bagrationowsk)
Sosnowka (russisch Сосновка, deutsch Schwanis, litauisch Švanys) ist ein Ort in der russischen Oblast Kaliningrad (Gebiet Königsberg (Preußen)) und gehört zur Pogranitschnoje selskoje posselenije (Landgemeinde Pogranitschny (Hermsdorf)) im Rajon Bagrationowsk (Kreis Preußisch Eylau). 

## Geographische Lage
Sosnowka liegt 19 Kilometer nordöstlich der ehemaligen Kreisstadt Mamonowo unweit der Grenze zum Stadtkreis Laduschkin an einer Nebenstraße, die Laduschkin mit der russischen Fernstraße R 516 verbindet und weiter bis nach Kornewo führt. Die nächste Bahnstation ist Laduschkin an der Strecke von Kaliningrad  nach Mamonowo und weiter nach Polen (ehemalige Preußische Ostbahn).

## Geschichte
Das einst Schwanis genannte Dorf fand bereits 1352 seine erste Erwähnung. 
Am 11. Juni 1874 wurde es in den neu errichteten Amtsbezirk Ludwigsort eingegliedert und gehörte so bis 1945 zum Landkreis Heiligenbeil im Regierungsbezirk Königsberg der preußischen Provinz Ostpreußen. Damals wurden auch die drei Nachbargemeinden Patersort, Charlottenthal und Ludwigsort diesem Amtsbezirk zugeordnet, die heute alle in das Stadtgebiet Laduschkin eingemeindet worden sind.
Im Jahre 1910 lebten in Schwanis 328 Einwohner. Ihre Zahl betrug 1933 323 und stieg bis 1939 auf 362.
Infolge des Zweiten Weltkrieges kam das nördliche Ostpreußen und mit ihm Schwanis 1945 zur Sowjetunion und erhielt 1947 die russische Bezeichnung Sosnowka. Bis zum Jahre 2009 war der Ort in den Pogranitschni selski sowjet (Dorfsowjet Pogranitschny) eingegliedert. Seither ist Sosnowka aufgrund einer Struktur- und Verwaltungsreform eine als „Siedlung“ (russisch: possjolok) deklarierte Ortschaft innerhalb der Pogranitschnoje selskoje posselenije (Landgemeinde Pogranitschny) im Rajon Bagrationowsk.

## Kirche
Die Bevölkerung von Schwanis war vor 1945 überwiegend evangelischer Konfession. Sie war in das Kirchspiel Pörschken im Kirchenkreis Heiligenbeil innerhalb der Kirchenprovinz Ostpreußen der Kirche der Altpreußischen Union eingepfarrt. Letzter deutscher Geistlicher war Pfarrer Bruno Link.
Heute liegt Sosnowka im Einzugsbereich der in den 1990er Jahren neu entstandenen evangelisch-lutherischen Gemeinde in Nowo-Moskowskoje. Sie ist eine Filialgemeinde der Auferstehungskirche in Kaliningrad in der Propstei Kaliningrad der Evangelisch-lutherischen Kirche Europäisches Russland (ELKER).